# Robert Fechtig

Robert Fechtig (ca. 1980)

Robert Fechtig (* 6. Januar 1931 in Zürich; † 1. Februar 2022 in Zürich; heimatberechtigt in Zürich) war ein Schweizer Bauingenieur und Professor an der ETH Zürich.

## Leben
Robert Fechtig schloss 1956 sein Studium an der ETH Zürich mit dem Diplom als Bauingenieur ab. Nach mehr als 20 Jahren Praxiserfahrung in zentralen Funktionen im In- und Ausland wählte ihn der Bundesrat 1981 zum ordentlichen Professor für Bauverfahrenstechnik an der ETH Zürich. Per Bundesratsbeschluss wurde die Professur 1990 um den Zusatz Baubetrieb erweitert. Von 1983 bis 1993 war Robert Fechtig Vorsteher des Instituts für Bauplanung und Baubetrieb sowie von 1988 bis 1990 der Abteilung für Bauingenieurwesen und von 1993 bis 1995 des Departements Bau und Umwelt. 1996 wurde er an der ETH Zürich emeritiert.

## Schaffen
Besondere Anliegen waren ihm die Bauverfahren des Untertagbaus und die Substanzerhaltung der Infrastruktur. Daraus ergaben sich ein vertieftes Interesse für die grossen Infrastrukturprojekte, wie etwa die Alpendurchstiche oder die Zürcher S-Bahn, und das Bestreben, diese für die Nachwelt zu dokumentieren.
Fechtig prägte mit seinem persönlichen Einsatz die Abteilung für Bauingenieurwesen und das Departement Bau und Umwelt der ETH Zürich. Ausserhalb der ETH engagierte er sich in nationalen und internationalen akademischen, fachlichen und berufsbezogenen Verbänden. Für seine wissenschaftlichen Arbeiten und aussergewöhnlichen Projekte wurde ihm von der Technischen Universität Braunschweig die Ehrendoktorwürde verliehen. Auch nach seiner Emeritierung nahm er rege an den Aktivitäten der Fachwelt teil und stiftete den Baubetriebsförderungspreis, mit dem Diplom-, Master- und Doktorarbeiten im Bereich «Bauprozess und Bauunternehmensmanagement» ausgezeichnet werden können.

## Lehre
Seine reiche und vielfältige Erfahrung aus der Praxis brachte er erfolgreich in Lehre und Forschung an der ETH Zürich ein und förderte den Praxisbezug durch entsprechende Angebote und Lehrveranstaltungen. Für seine Studenten und Mitarbeiter war Fechtig ein grosses Vorbild hinsichtlich Engagement, Empathie und Pflege eines umfassenden Netzwerkes.